# Cantal
Il Cantal (/kɑ̃ˈtal/) è un dipartimento francese della regione Alvernia-Rodano-Alpi.
Il territorio del dipartimento confina con i dipartimenti del Puy-de-Dôme a nord, dell'Alta Loira (Haute-Loire) a est, della Lozère a sud-est, dell'Aveyron a sud, del Lot a sud-ovest e della Corrèze a nord-ovest.
Il dipartimento è stato creato dopo la rivoluzione francese, il 4 marzo del 1790, in applicazione della legge del 22 dicembre del 1789, a partire dal territorio della provincia di Alvernia.
Le principali città, oltre al capoluogo Aurillac, sono Mauriac e Saint-Flour.

## Gastronomia
La tradizione culinaria ci è viva e varia. Ad esempio: 
- Piatto di pounti, tipo di terrina di maiale e verdure con prugne servite sia fredde che calde con un'insalata verde;

- Cavolo ripieno;
- Tripoux da Polminhac, trippa all'alvernese;
- Truffade, fatta con patate e Tome fraîche (un formaggio tipico di Aubrac);
- Manzo Salers[2] e manzo Aubrac[3];
- Lenticchie bionde e piselli biondi da Saint-Flour
- Cornetto da Murat;
- Tortino Carladès, una dolce specialità da Raulhac a base di latte cagliato
- torta di mirtilli

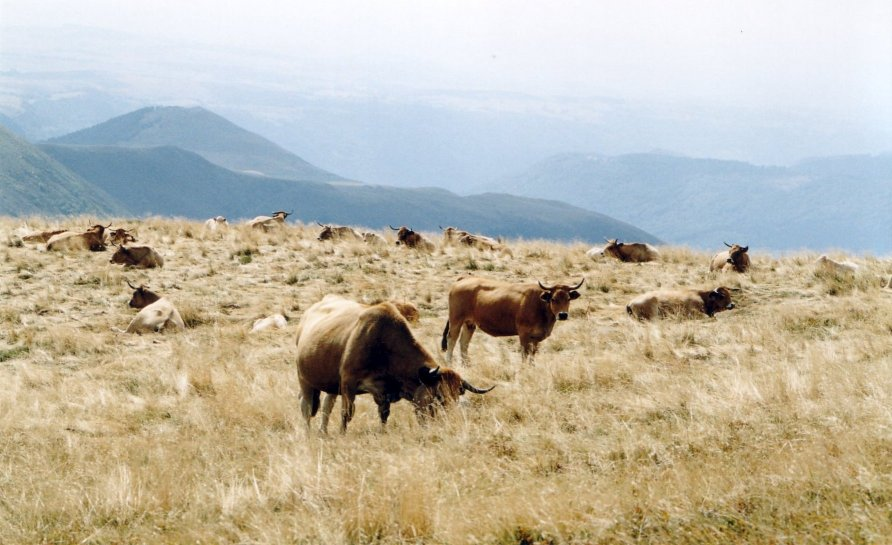
Vacche Aubrac e Plomb du Cantal
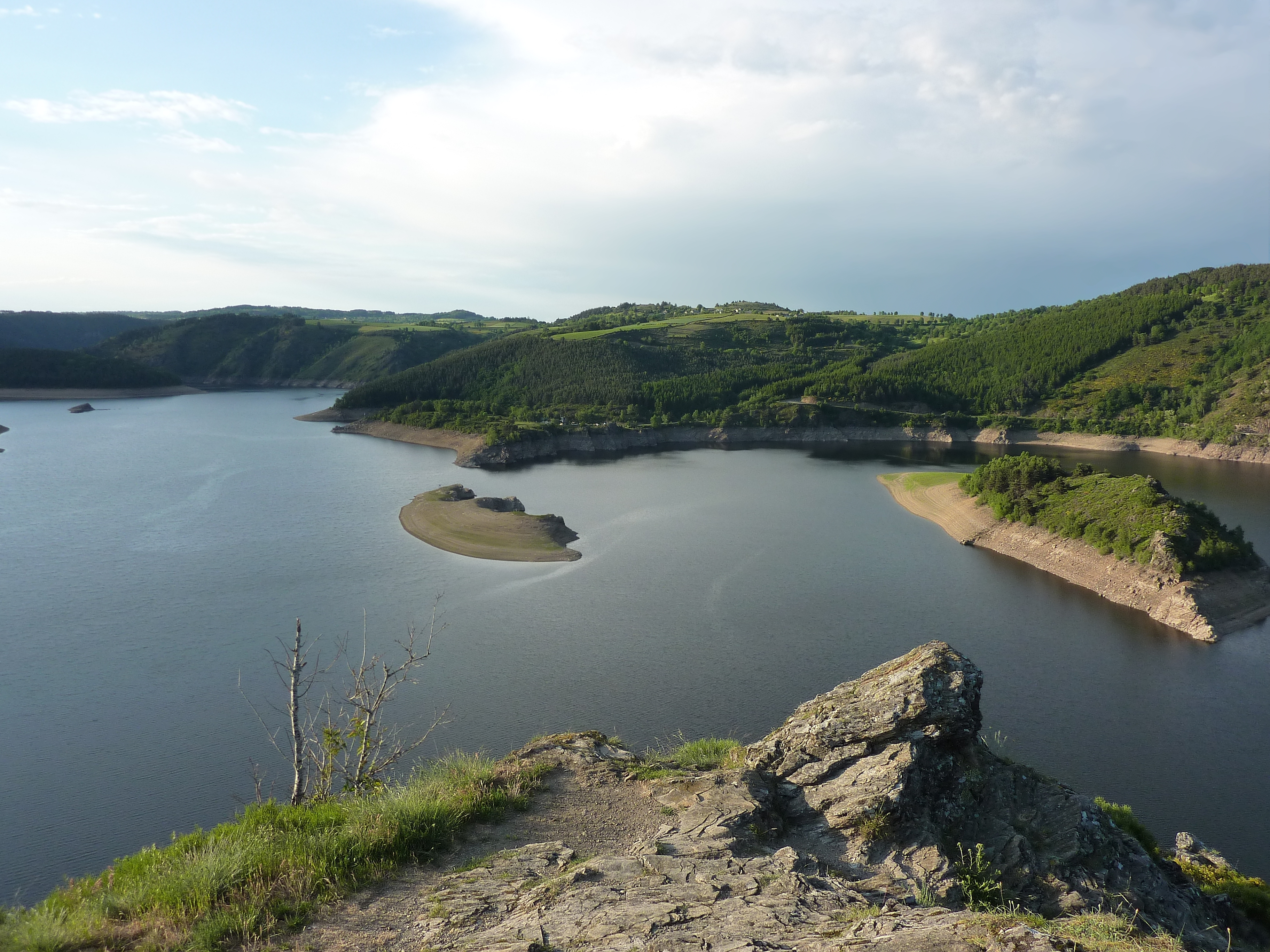
Truyère e lago di Grandval
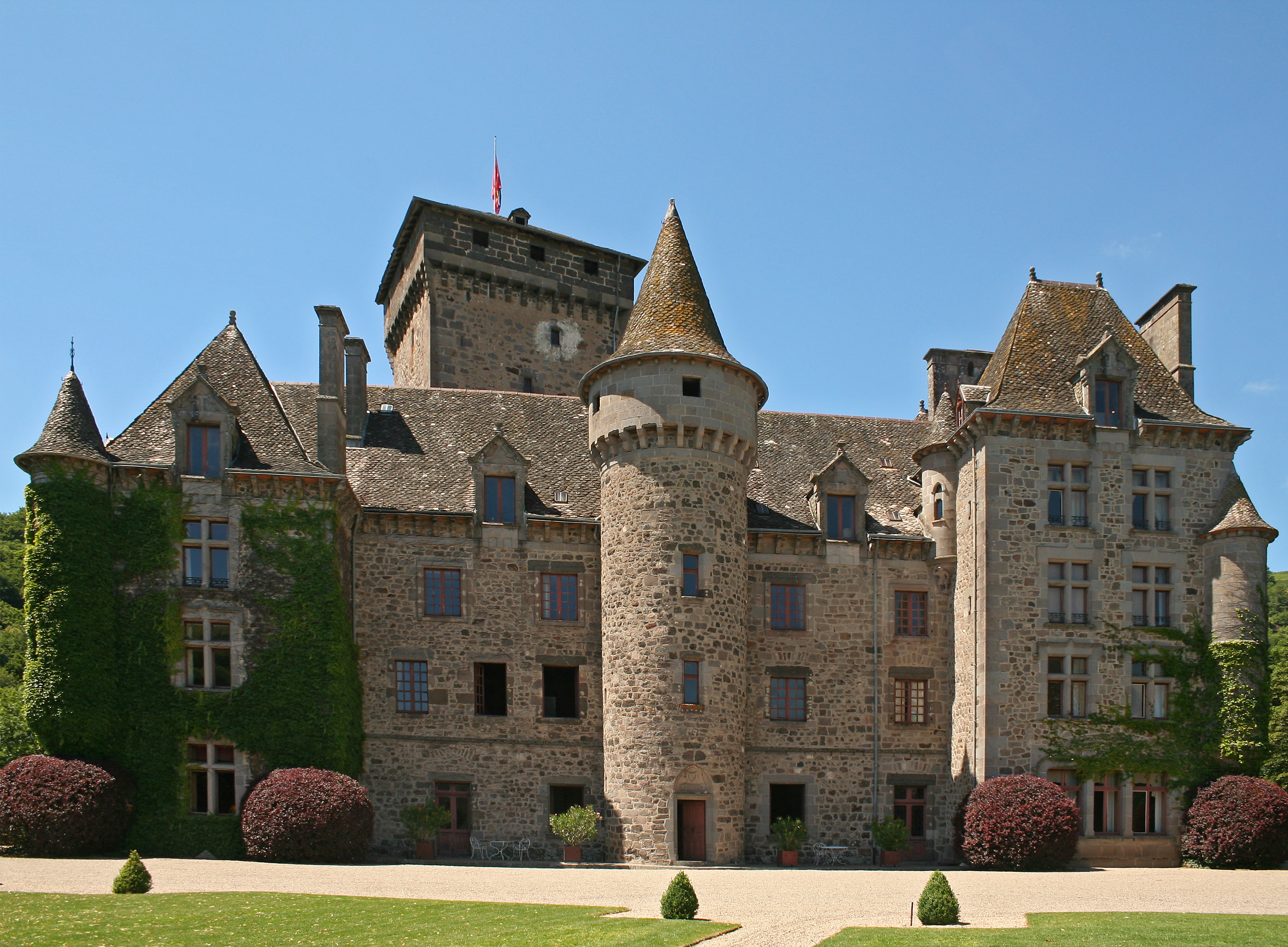
Castello di Pesteils
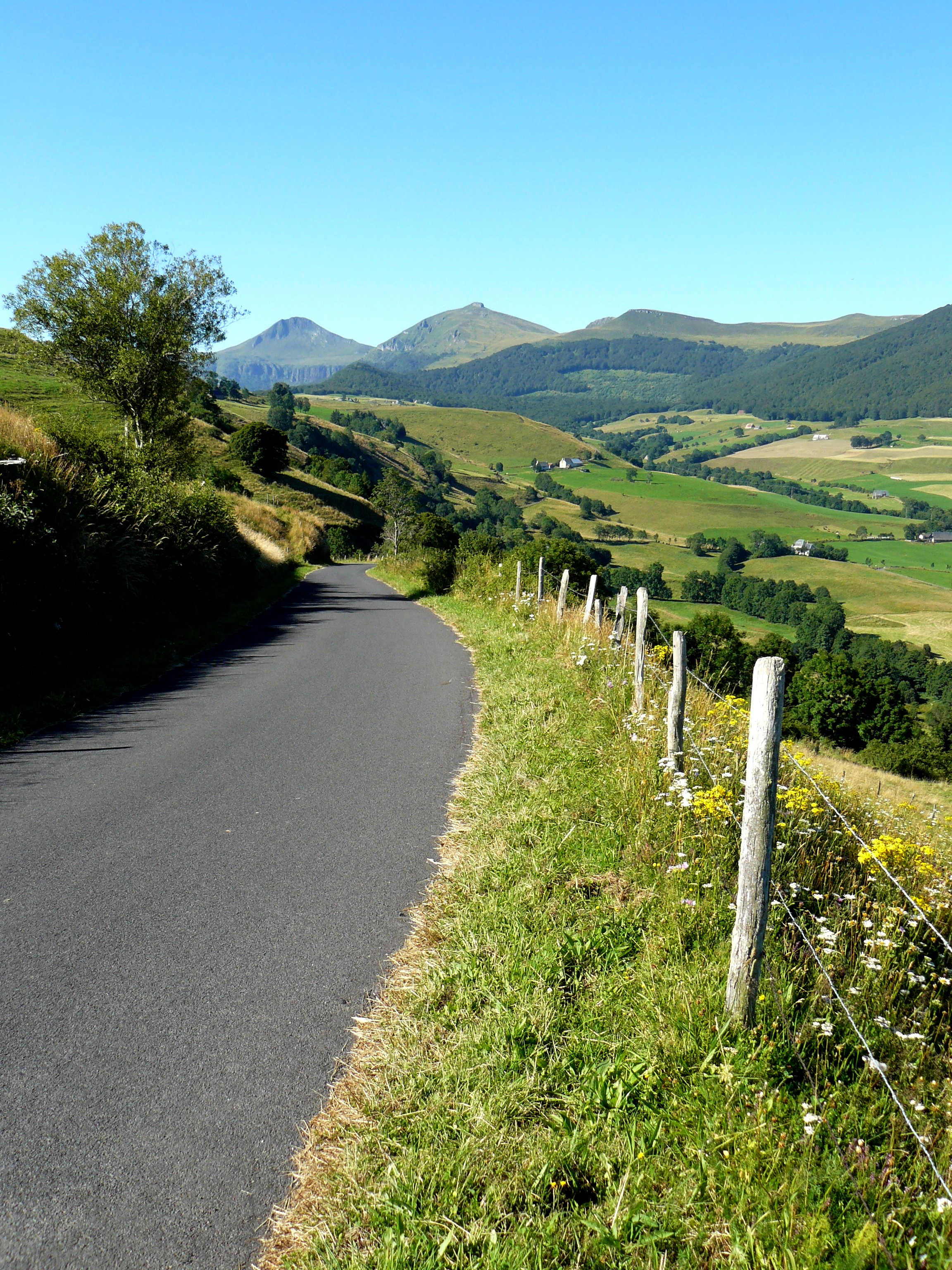
Paesaggio del Cantal, vicino al Puy Mary